# 孫鼎 (崇禎進士)
孫鼎（？—？），字大宜，號新斋，揚州府江都县籍浙江餘姚县人，明末官員。崇禎十年進士。

## 生平
崇祯六年（1633年）癸酉科應天鄉試第四十名舉人，崇祯十年（1637年）丁丑科會試第二百五十八名，廷試三甲一百七十一名進士。礼部观政，十一年八月授大理寺評事，十五年任四川鄉試主考官，本年丁憂。

## 家族
曾祖孫瑶，乡饮大宾；祖孫儒；父孫有庆，增广生。